# Peri, Teceu
Peri (în ucraineană Грушово, Hrușovo) este o comună în raionul Teceu, regiunea Transcarpatia, Ucraina, formată numai din satul de reședință.

## Demografie
Componența lingvistică a comunei Peri
     Ucraineană (97,24%)
     Română (1,41%)
     Rusă (1,15%)
     Alte limbi (0,14%)
Conform recensământului din 2001, majoritatea populației comunei Peri era vorbitoare de ucraineană (97,24%), existând în minoritate și vorbitori de română (1,41%) și rusă (1,15%).